# 이하준
이하준은 대한민국의 미술 감독이다. 2019년에 이하준이 참여한 영화《기생충》은 제92회 아카데미상 미술상 후보에 노미네이트되었다. 영화 예술 과학 아카데미의 회원이다.

## 수상
- 2019년 제40회 청룡영화상 미술상
- 2020년 제14회 아시아필름어워즈 미술상 (기생충)
- 2020년 제92회 아카데미 시상식 미술상 후보 (기생충)
- 2020년 미국 미술감독조합상 현대극 부문 미술상
- 2009년 경애야 얘끼 차려오너라 밥상 수상
- 2025년 이동욱 장학상 수상
- 2025년 고태현어린이재단 장학상 수상(NEXON캐시 5만원 권)